# 초밥왕
초밥왕(Sushi go!)는 패밀리 보드게임이다. 회전 초밥집에서 귀여운 초밥들을 맛있게 먹는 방법을 고민하는 카드 드래프팅 게임이다.
```
보드 게임 디자이너 
필 워커 하딩
(Phil Walker Harding)이 개발하였고, 2013년 
미국
의 
게임라이츠
(Gamewrights)사, 2016년 대한민국의 
생각투자 주식회사
(AURUM,inc)에 의해 출시되었다. 게임은 2~5명이 할 수 있다.
```

## 게임 정보
초밥왕의 원제는 스시고(Sushi Go!)이다. 이 게임의 디자이너 필 워커 하딩은 배우기 쉽고 재미있게 즐길 수 있으면서 모든 연령대의 사람들을 만족시킬 수 있는 게임을 고민하던 도중, 회전 초밥집에서 아이디어를 착안하여 초밥왕 게임을 만들었다.

## 게임의 구성
초밥왕의 구성은 다음과 같다.
- 초밥왕 카드 108장

```
 계란 초밥 (1점) 5장,
 연어 초밥 (2점) 10장,
 오징어 초밥 (3점) 5장,
 새우 튀김 (2장당 5점) 14장,
 생선회 (3장당 10점) 14장,
 만두 (1장 1점, 2장 3점, 3장 6점, 4장 10점, 5장 15점) 14장
 김밥 (1개) 6장, (2개) 12장, (3개) 8장
 젓가락 4장
 푸딩 10장
 고추냉이 6장
```

## 목적
초밥왕 게임의 목적은 가장 높은 점수가 되게끔 초밥집에서 식사를 하는 것이다. 게임 시작전에 나눠 받은 카드중 한 장을 자기 앞에 내려 놓고 남은 카드는 옆 사람에게 준다. 이 게임 방식을 카드 드래프팅 방식이라고 한다. 점수를 주는 카드 외의 특수 카드를 사용할 수도 있다.